# Discografie van Trace Adkins

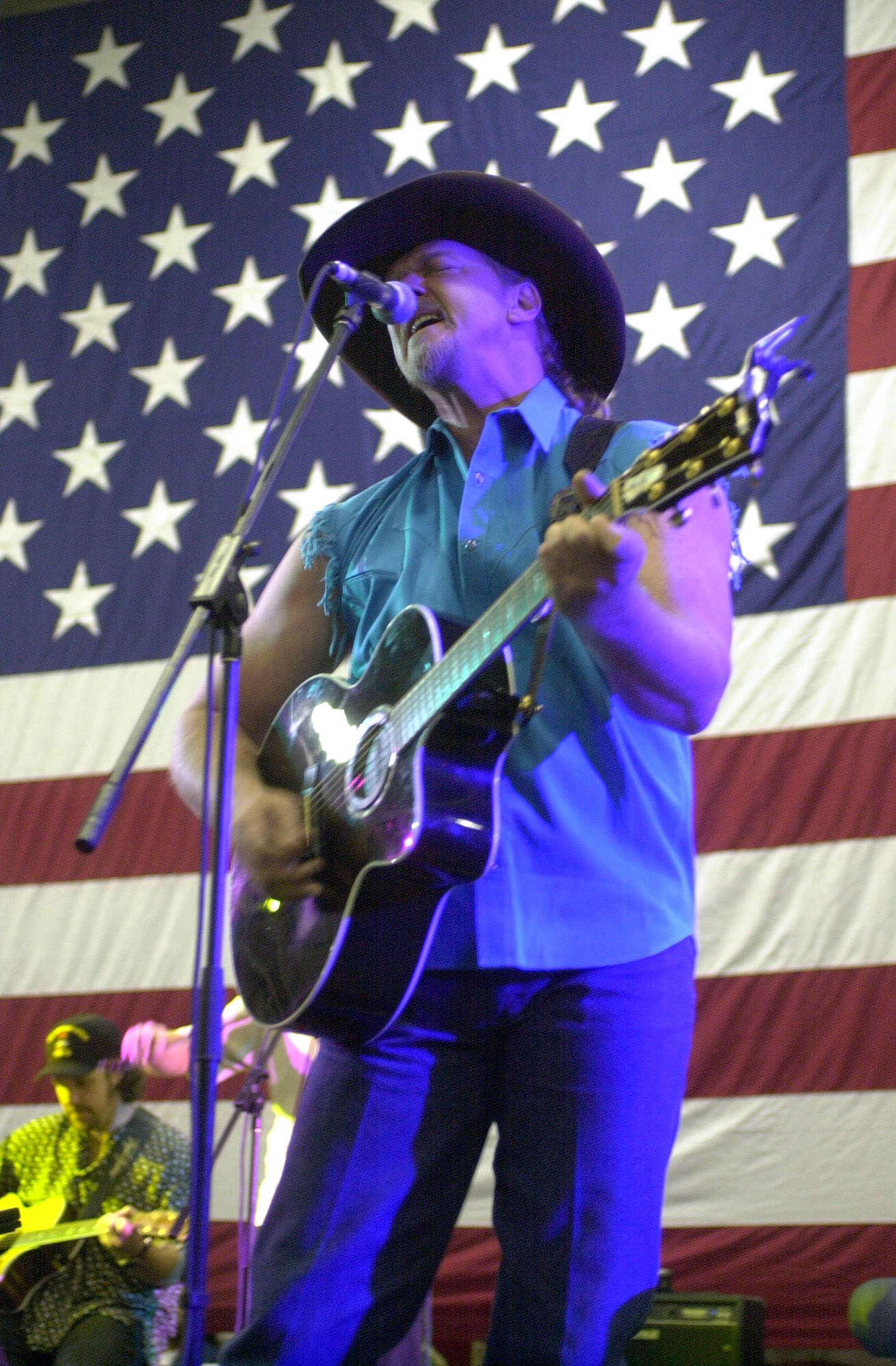
Trace Adkins

De discografie van de Amerikaanse countryzanger Trace Adkins bestaat uit twaalf studioalbums en zes albums met grootste hits. Van zijn twaalf studioalbums zijn er zes gecertificeerd door de RIAA: Big Time uit 1997 is met goud gecertificeerd, evenals Chrome uit 2001 en Dangerous Man uit 2006. Zijn debuut Dreamin' Out Loud uit 1996 en Comin' On Strong uit 2003 werden platina. Songs About Me uit 2005 is zijn bestverkochte album, gecertificeerd met tweemaal platina door de RIAA. Twee van Adkins' compilatiealbums, Greatest Hits Collection, Vol. 1 en American Man: Greatest Hits Volume II, werden platina.
Adkins heeft ook negenendertig singles op de countryradio uitgebracht, die op zeven na allemaal de Top 40 van de Billboard-hitlijsten hebben bereikt. Dit totaal omvat vier nummer 1-hits: (This Ain't) No Thinkin' Thing (1997), Ladies Love Country Boys (2007), You're Gonna Miss This (2008), dat ook zijn hoogste Billboard Hot 100-notering was op nummer 12, en Hillbilly Bone (2009-2010), een duet met Blake Shelton. Nog tien van zijn singles zijn toptienhits in de countryhitlijsten, waaronder de nummer 2 Honky Tonk Badonkadonk van eind 2005, begin 2006, dat ook zijn enige andere Top 40-pophit op nummer 30 is. You're Gonna Miss This en Rough & Ready uit 2004 zijn beide goudgecertificeerde digitale singles en Honky Tonk Badonkadonk is platinagecertificeerd als mastertoon.

## Studioalbums

### Jaren 90
| Dreamin' Out Loud                                               | - Datum van publicatie: 25 juni 1996 - Label: Capitol Nashville - Verschenen op: cd, cassette    | 6 | 53 | 1 | 16 | - RIAA: Platina |
| Big Time                                                        | - Datum van publicatie: 21 oktober 1997 - Label: Capitol Nashville - Verschenen op: cd, cassette | 7 | 50 | — | 26 | - VS: goud      |
| More...                                                         | - Datum van publicatie: 2 november 1999 - Label: Capitol Nashville - Verschenen op: cd, cassette | 9 | 82 | — | —  |                 |
| "—" geeft publicaties aan die niet voorkwamen in de hitlijsten. |                                                                                                  |   |    |   |    |                 |

### Jaren 00
| Titel            | Albumgegevens                                                                                             | Hoogste noteringen | Hoogste noteringen | Verkoopcertificaties |
| Titel            | Albumgegevens                                                                                             | US Country         | US                 | Verkoopcertificaties |
| ---------------- | --- | ------------------ | ------------------ | -------------------- |
| Chrome           | - Datum van publicatie: 9 oktober 2001 - Label: Capitol Nashville - Verschenen op: cd, cassette           | 4                  | 59                 | - VS: goud           |
| Comin' On Strong | - Datum van publicatie: 2 december 2003 - Label: Capitol Nashville - Verschenen op: cd                    | 3                  | 31                 | - VS: platina        |
| Songs About Me   | - Datum van publicatie: 22 maart 2005 - Label: Capitol Nashville - Verschenen op: cd, ook als download    | 1                  | 11                 | - VS: 2× platina     |
| Dangerous Man    | - Datum van publicatie: 15 augustus 2006 - Label: Capitol Nashville - Verschenen op: cd, ook als download | 1                  | 3                  | - VS: goud           |
| X                | - Datum van publicatie: 25 november 2008 - Label: Capitol Nashville - Verschenen op: cd, ook als download | 7                  | 32                 |                      |

### Jaren 10
| Titel                 | Albumgegevens | Hoogste notering | Hoogste notering |
| Titel                 | Albumgegevens | US Country       | US               |
| --------------------- | --- | ---------------- | ---------------- |
| Cowboy's Back in Town | - Datum van publicatie: 17 augustus 2010 - Label: Show Dog-Universal Music - Verschenen op: dcd, ook als download | 1                | 5                |
| Proud to Be Here      | - Datum van publicatie: 2 augustus 2011 - Label: Show Dog-Universal Music - Verschenen op: cd, ook als download   | 2                | 3                |
| Love Will...          | - Datum van publicatie: 14 mei 2013 - Label: Show Dog-Universal Music - Verschenen op: cd, ook als download       | 6                | 14               |
| Something's Going On  | - Datum van publicatie: 31 maart 2017 - Label: Broken Bow Records - Verschenen op: cd, ook als download           | 5                | 35               |

## Kerstalbums
| Titel           | Albumgegevens                                                                                   | Hoogste notering | Hoogste notering | Hoogste notering | Hoogste notering |
| Titel           | Albumgegevens                                                                                   | US Country       | US               | US Indie         | US Holiday       |
| --------------- | ----------------------------------------------------------------------------------------------- | ---------------- | ---------------- | ---------------- | ---------------- |
| The King's Gift | - Datum van publicatie: 29 oktober 2013 - Label: Caliburn - Verschenen op: cd, ook als download | 12               | 75               | 11               | 9                |

## Compilatiealbums
| Titel                                                           | Albumgegevens                                                                                            | Hoogste notering | Hoogste notering | Verkoopcertificaties |
| Titel                                                           | Albumgegevens                                                                                            | US Country       | US               | Verkoopcertificaties |
| --------------------------------------------------------------- | --- | ---------------- | ---------------- | -------------------- |
| Greatest Hits Collection, Vol. 1                                | - Datum van publicatie: 8 juli 2003 - Label: Capitol Nashville - Verschenen op: cd                       | 1                | 9                | - VS: platina        |
| Honky Tonk Badonkadonk                                          | - Datum van publicatie: 26 juni 2006 - Label: EMI International - Verschenen op: cd                      | —                | —                |                      |
| American Man: Greatest Hits Volume II                           | - Datum van publicatie: 4 december 2007 - Label: Capitol Nashville - Verschenen op: cd, ook als download | 3                | 22               | - VS: platina        |
| The Definitive Greatest Hits:'Til the Last Shot's Fired         | - Datum van publicatie: 12 oktober 2010 - Label: Capitol Nashville - Verschenen op: cd, ook als download | 12               | 62               |                      |
| 10 Great Songs                                                  | - Datum van publicatie: 3 april 2012 - Label: Capitol Nashville - Verschenen op: cd, ook als download    | 38               | —                |                      |
| Icon                                                            | - Datum van publicatie: 19 maart 2013 - Label: Capitol Nashville - Verschenen op: cd, ook als download   | 55               | —                |                      |
| 10 Great Songs: 20th Century Masters: The Millennium Collection | - Datum van publicatie: 1 april 2014 - Label: Universal Music Group - Verschenen op: cd                  | 43               | —                |                      |
| "—" geeft publicaties aan die niet voorkwamen in de hitlijsten. | |                  |                  |                      |

## Ep's
| Titel                     | Albumgegevens                                                                            |
| ------------------------- | ---------------------------------------------------------------------------------------- |
| Ain't That Kind of Cowboy | - Datum van publicatie: 16 oktober 2020 - Label: Verge Records - Verschenen op: download |

## Singles

### Jaren 90
| Jaar                                                            | Single                             | Hoogste notering | Hoogste notering | Hoogste notering | Album             |
| Jaar                                                            | Single                             | US Country       | US               | CAN Country      | Album             |
| --------------------------------------------------------------- | ---------------------------------- | ---------------- | ---------------- | ---------------- | ----------------- |
| 1996                                                            | There's a Girl in Texas            | 20               | —                | 33               | Dreamin' Out Loud |
| 1996                                                            | Every Light in the House           | 3                | 78               | 10               | Dreamin' Out Loud |
| 1997                                                            | (This Ain't) No Thinkin' Thing     | 1                | —                | 1                | Dreamin' Out Loud |
| 1997                                                            | I Left Something Turned On at Home | 2                | —                | 1                | Dreamin' Out Loud |
| 1997                                                            | The Rest of Mine                   | 4                | 70               | 5                | Big Time          |
| 1998                                                            | Lonely Won't Leave Me Alone        | 11               | —                | 10               | Big Time          |
| 1998                                                            | Big Time                           | 27               | —                | 22               | Big Time          |
| 1999                                                            | Don't Lie                          | 27               | —                | 45               | More...           |
| "—" geeft publicaties aan die niet voorkwamen in de hitlijsten. |                                    |                  |                  |                  |                   |

### Jaren 00
| Jaar                                                            | Single                    | Hoogste notering | Hoogste notering | Hoogste notering | Hoogste notering | Verkoopcertificaties | Album                                 |
| Jaar                                                            | Single                    | US Country       | US               | US Pop           | CAN              | Verkoopcertificaties | Album                                 |
| --------------------------------------------------------------- | ------------------------- | ---------------- | ---------------- | ---------------- | ---------------- | -------------------- | ------------------------------------- |
| 2000                                                            | More                      | 10               | 65               | —                | —                |                      | More...                               |
| 2000                                                            | I'm Gonna Love You Anyway | 36               | —                | —                | —                |                      | More...                               |
| 2001                                                            | I'm Tryin'                | 6                | 44               | —                | —                |                      | Chrome                                |
| 2002                                                            | Help Me Understand        | 17               | 80               | —                | —                |                      | Chrome                                |
| 2002                                                            | Chrome                    | 10               | 74               | —                | —                |                      | Chrome                                |
| 2003                                                            | Then They Do              | 9                | 52               | —                | —                |                      | Greatest Hits Collection, Vol.1       |
| 2003                                                            | Hot Mama                  | 5                | 51               | —                | —                |                      | Comin' On Strong                      |
| 2004                                                            | Rough & Ready             | 13               | 75               | —                | —                | - VS: goud           | Comin' On Strong                      |
| 2004                                                            | Songs About Me            | 2                | 59               | —                | —                |                      | Songs About Me                        |
| 2005                                                            | Arlington                 | 16               | —                | —                | —                |                      | Songs About Me                        |
| 2005                                                            | Honky Tonk Badonkadonk    | 2                | 30               | 33               | —                | - VS: 2× platina     | Songs About Me                        |
| 2006                                                            | Swing                     | 20               | 76               | 75               | —                |                      | Dangerous Man                         |
| 2006                                                            | Ladies Love Country Boys  | 1                | 61               | —                | —                | - VS: platina        | Dangerous Man                         |
| 2007                                                            | I Wanna Feel Something    | 25               | —                | —                | —                |                      | Dangerous Man                         |
| 2007                                                            | I Got My Game On          | 34               | —                | —                | —                |                      | American Man: Greatest Hits Volume II |
| 2008                                                            | You're Gonna Miss This    | 1                | 12               | 19               | 11               | - VS: 2× platina     | American Man: Greatest Hits Volume II |
| 2008                                                            | Muddy Water               | 22               | —                | —                | —                |                      | X                                     |
| 2009                                                            | Marry for Money           | 14               | 98               | —                | 84               |                      | X                                     |
| 2009                                                            | All I Ask For Anymore     | 14               | 95               | —                | —                |                      | X                                     |
| "—" geeft publicaties aan die niet voorkwamen in de hitlijsten. |                           |                  |                  |                  |                  |                      |                                       |

### Jaren 10
| Jaar                                                            | Single                                     | Hoogste notering | Hoogste notering   | Hoogste notering | Verkoopcertificaties | Album                     |
| Jaar                                                            | Single                                     | US Country       | US Country Airplay | US               | Verkoopcertificaties | Album                     |
| --------------------------------------------------------------- | ------------------------------------------ | ---------------- | ------------------ | ---------------- | -------------------- | ------------------------- |
| 2010                                                            | Ala-Freakin-Bama                           | 49               | 49                 | —                |                      | Cowboy's Back in Town     |
| 2010                                                            | This Ain't No Love Song                    | 15               | 15                 | 88               |                      | Cowboy's Back in Town     |
| 2011                                                            | Brown Chicken Brown Cow                    | 39               | 39                 | —                |                      | Cowboy's Back in Town     |
| 2011                                                            | Just Fishin'                               | 6                | 6                  | 61               | - VS: goud           | Proud to Be Here          |
| 2011                                                            | Million Dollar View                        | 38               | 38                 | —                |                      | Proud to Be Here          |
| 2012                                                            | Them Lips (On Mine)                        | 52               | 52                 | —                |                      |                           |
| 2013                                                            | Watch the World End (feat. Colbie Caillat) | —                | 57                 | —                |                      | Love Will...              |
| 2016                                                            | Jesus and Jones                            | —                | 41                 | —                |                      | Something's Going On      |
| 2016                                                            | Lit                                        | —                | —                  | —                |                      | Something's Going On      |
| 2017                                                            | Watered Down                               | —                | 55                 | —                |                      | Something's Going On      |
| 2017                                                            | Still a Soldier                            | —                | —                  | —                |                      | Something's Going On      |
| 2020                                                            | Better Off                                 | —                | —                  | —                |                      | Ain't That Kind of Cowboy |
| "—" geeft publicaties aan die niet voorkwamen in de hitlijsten. |                                            |                  |                    |                  |                      |                           |

## Andere singles

### Andere hits
| Jaar                                                            | Single                    | Hoogste notering | Hoogste notering | Album                                       |
| Jaar                                                            | Single                    | US Country       | US Bubbling      | Album                                       |
| --------------------------------------------------------------- | ------------------------- | ---------------- | ---------------- | ------------------------------------------- |
| 1998                                                            | The Christmas Song        | 64               | —                | Dillard's Country Christmas Collection 1999 |
| 2005                                                            | Honky Tonk Badonk Adonk   | 58               | —                | Songs About Me                              |
| 2009                                                            | Til the Last Shot's Fired | 50               | 5                | X                                           |
| "—" geeft publicaties aan die niet voorkwamen in de hitlijsten. |                           |                  |                  |                                             |

### Uitgelichte singles
| Jaar                                                            | Single                | Artiest                                             | Hoogste notering | Hoogste notering   | Hoogste notering | Hoogste notering | Verkoopcertificaties | Album                       |
| Jaar                                                            | Single                | Artiest                                             | US Country       | US Country Airplay | US               | CAN              | Verkoopcertificaties | Album                       |
| --------------------------------------------------------------- | --------------------- | --------------------------------------------------- | ---------------- | ------------------ | ---------------- | ---------------- | -------------------- | --------------------------- |
| 2001                                                            | America the Beautiful | Diverse                                             | 58               | —                  | —                | —                |                      |                             |
| 2009                                                            | My First Ride         | Ronnie Milsap                                       | —                | —                  | —                | —                |                      |                             |
| 2009                                                            | We've Got a Pulse     | Gene Watson                                         | —                | —                  | —                | —                |                      | A Taste of the Truth        |
| 2009                                                            | Hillbilly Bone        | Blake Shelton                                       | 1                | —                  | 40               | 84               | - VS: platina        | Hillbilly Bone              |
| 2013                                                            | Working on a Building | Marty Raybon (met T. Graham Brown en Jimmy Fortune) | —                | —                  | —                | —                |                      | Working on a Building       |
| 2019                                                            | Hell Right            | Blake Shelton                                       | 14               | 18                 | 99               | —                | - VS: goud           | Fully Loaded: God's Country |
| "—" geeft publicaties aan die niet voorkwamen in de hitlijsten. |                       |                                                     |                  |                    |                  |                  |                      |                             |

## Videografie

### Muziekvideo's
| Jaar | Video                                    | Regisseur                   |
| ---- | ---------------------------------------- | --------------------------- |
| 1996 | There's a Girl in Texas                  | Michael Merriman            |
| 1996 | Every Light in the House                 | Michael Merriman            |
| 1997 | (This Ain't) No Thinkin' Thing           | Michael Merriman            |
| 1997 | The Rest of Mine                         | Michael Merriman            |
| 1998 | Lonely Won't Leave Me Alone              | Michael Merriman            |
| 1999 | Don't Lie                                | Peter Zavadil               |
| 2000 | More                                     | Steven Goldmann             |
| 2001 | I'm Tryin'                               | Steven Goldmann             |
| 2002 | Help Me Understand                       | Trey Fanjoy                 |
| 2002 | Chrome                                   | Michael Salomon             |
| 2003 | Then They Do                             | Deaton-Flanigen Productions |
| 2003 | Hot Mama                                 | Michael Salomon             |
| 2004 | Rough & Ready                            | Michael Salomon             |
| 2005 | Songs About Me                           | Michael Salomon             |
| 2005 | Arlington                                | Trey Fanjoy                 |
| 2005 | Honky Tonk Badonkadonk                   | Michael Salomon             |
| 2006 | Swing                                    | Michael Salomon             |
| 2006 | Ladies Love Country Boys                 | Michael Salomon             |
| 2007 | I Wanna Feel Something                   | Wes Edwards                 |
| 2007 | I Got My Game On                         | Michael Salomon             |
| 2008 | You're Gonna Miss This                   | Peter Zavadil               |
| 2008 | Muddy Water                              | Trey Fanjoy                 |
| 2008 | I Can't Outrun You                       | David Poag                  |
| 2009 | Marry for Money                          | Michael Salomon             |
| 2009 | All I Ask for Anymore                    | Deaton Flanigen             |
| 2010 | This Ain't No Love Song                  | Michael Salomon             |
| 2011 | Brown Chicken, Brown Cow                 | Michael Salomon             |
| 2011 | Just Fishin'                             | Trey Fanjoy                 |
| 2012 | Tough People Do                          | Heflin Bros.                |
| 2013 | Watch the World End (met Colbie Caillat) | Emily Hawkins               |
| 2016 | Jesus and Jones                          | Peter Zavadil               |
| 2017 | Watered Down                             | Jim Shea                    |
| 2017 | Lit                                      | Todd Tue                    |
| 2018 | Still a Soldier                          | Jon Small                   |

### Gastoptredens
| Jaar | Video                              | Regisseur     |
| ---- | ---------------------------------- | ------------- |
| 2001 | America the Beautiful (diverse)    | Marc Ball     |
| 2009 | Hillbilly Bone (met Blake Shelton) | Roman White   |
| 2019 | Hell Right (met Blake Shelton)     | Sophie Muller |